# أسطورة النصف الآخر
أسطورة النصف الآخر هي العدد رقم 38 من سلسلة ما وراء الطبيعة للروائي المصري أحمد خالد توفيق.

## ملخص الرواية
كانت الاختان ناهد ونجلاء توءمتين ولكنهما غير متشابهتين. كانت ناهد رائعة الجمال ولكنها عابثة خالية الرأس وغبية.اما نجلاء فكانت متوسطة الجمال ولكنها ذكية ومنكبة على دروسها.لم يحدث بينهما أي مشادات كأى اخوات بل انهما لم يتعاركا مرة واحدة.فكانا لا يحبان بعضهما وكانت كل واحدة تشعر بالغيرة من الأخرى بسبب جمال ناهد وذكاء نجلاء ولكن الفارق بينهما كانت الشخصية فكانت ناهد نموذج للفتاه المدركة لجمالها المدللة الهستيرية التي تعشق لفت الانظار والقاسية.

اما نجلاء فكانت نموذج للفتاه المتواضعة طيبة القلب الخجول التي تمقت لفت الانظار.ولكن حدثت اشياء غير مفهومة بين التوءمتين وهذا الشئ هو (التطابق الشعورى).استعان الدكتور (محمد شاهين) برفعت إسماعيل باعتباره يفهم في هذه الاشياء.وعندما رأى رفعت الفتاتان أحب نجلاء واعتبرها ابنته اما ناهد فقد شعر رفعت بالاستياء منها لانها سمجة قاسية القلب.لم يعرف رفعت حلا لهذه المشكلة.وبعد فترة تزوجت ناهد من المهندس محمود وانجبت طفل.

```
ولكن نجلاء شعرت باعراض الحمل واعراض الولادة.حاول رفعت المساعدة ولكنه فشل.وفي المستشفى ظهر صلاح وهو (البلطجى) الذي احب ناهد قديما وذهب لابيها حتى يتقدم لها ولكن الأب رفضه باعتباره بلطجى.حاول صلاح ان ينسى حبه لناهد ولكنه فشل.عرف صلاح بعد ذلك التطابق الشعورى بين التوءمتين واختطف نجلاء حتى تتعذب ناهد.وبالفعل ظهرت أعراض التعذيب على ناهد مما يعنى ان نجلاء تتعذب.و استطاعت ناهد ان تعلم أن صلاح هو من اختطف نجلاء لينتهى الجزء الأول.
```

## شخصيات الرواية
- رفعت إسماعيل :طبيب أمراض الدم وصائد اشباح هاو.
- نجلاء عبد الجواد:ابنة اخت محمد شاهين.
- محمد شاهين:صديق رفعت ودكتور الانثروبولوجى.
- ناهد عبد الجواد:اخت نجلاء التوءم.
- عبد الجواد:زوج اخت محمد شاهين.
- الام:ام ناهد ونجلاء وزوجة عبد الجواد واخت محمد شاهين.
- محمود:زوج ناهد.
- صلاح:حبيب ناهد البلطجى.